# Ryan Gardner

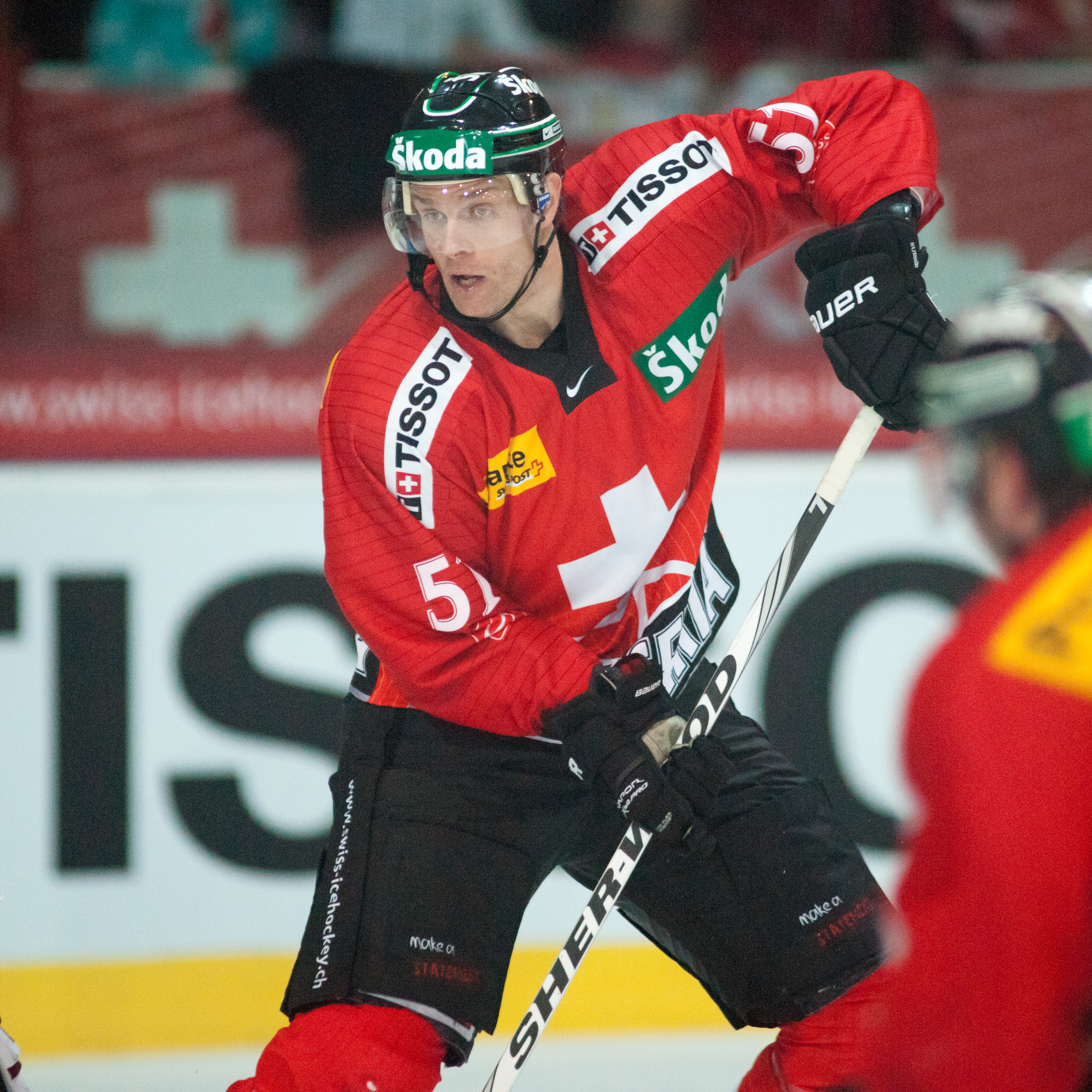

Ryan Gardner (Akron, Ontário, 18 de abril de 1978) é um jogador suíço-canadense de hóquei no gelo.

## Carreira no clube
Ele jogou as três primeiras temporadas da Ontario Hockey League com o London Knights, antes de chegar na Suíça, na cidade de Ambri, durante a temporada 1997-98. No ano seguinte, ele ganhou com o time  denominado, HC Ambrì-Piotta, duas Copas continentais, em 1999 e 2000.
Em 2001 ele assinou um contrato com o time rival Hockey Club Lugano, com quem ele se tornou campeão suíço em 2003 e 2006. Então se juntou ao ZSC Lions em 2007, e no ano seguinte, conquistou seu terceiro campeonato nacional. Sua equipe também venceu em 2009 a Champions League e a Copa do Victoria.

## Carreira internacional
Após obter a cidadania suíça em 2008, ele competiu no Campeonato do Mundo de 2009 com a seleção de Suíça.